# یون ثر بیرکیسن
یون ثُر بیرکیسُن  (به ایسلندی: Jón Þór Birgisson) (زادهٔ ۲۳ آوریل ۱۹۷۵) نوازنده گیتار و خواننده ایسلندی است. او با فعالیت در گروه پست-راک سیگور روس به شهرت رسید و برای استفاده از آرشه ویلونسل بر گیتار الکتریک شناخته می‌شود.

## زندگی شخصی
یون سر بیرکیسن به طور مادرزادی از یک چشم نابینا می‌باشد. او همجنس‌گراست و اکنون با الکس سومرز آمریکایی، در ایسلند زندگی می‌کند.